# Delaware Park
Delaware Park es un lugar designado por el censo ubicado en el condado de Warren en el estado estadounidense de Nueva Jersey. En el año 2010 tenía una población de 700 habitantes.

## Geografía
Delaware Park se encuentra ubicado en las coordenadas 40°41′24.39″N 75°10′20.04″O / 40.6901083, -75.1722333.